# Дај Чет (Белуно)
Дај Чет (итал. Dai Ciet) је насеље у Италији у округу Белуно, региону Венето.
Према процени из 2011. у насељу је живело 37 становника. Насеље се налази на надморској висини од 436 м.